# Portocolom
Portocolom ist ein Hafenort an der Ostküste der spanischen Baleareninsel Mallorca. Portocolom gehört zum Gemeindegebiet von Felanitx. Der Ort hat 4586 Einwohner (Stand: 2011).

## Geografie
Die felsige Küstenlinie hat bei Portocolom eine breite Öffnung zu einer halbkreisförmig ins Land hineinreichenden großen natürlichen Bucht, die von flach ansteigendem Gelände umgeben ist.

## Beschreibung
Portocolom ist der größte Naturhafen Mallorcas und deshalb auch einer der bedeutendsten Fischerhäfen auf der Insel. Das historische Ortszentrum liegt im östlichen Teil der Bucht auf einer flachen Kuppe (14 msnm). Dort befinden sich der historische Hafen Es Riuetó und die typisch kleinen Häuser eines Fischerdorfes mit bunten Türen und Fenstern. Entlang der alten Mole stehen die traditionellen Bootshäuser, die barraques, jeweils mit einer Bootsrampe versehen und mit ebenso bunt gestrichenen Gattertüren. An der alten Mole liegen auch die zahlreichen kleinen traditionellen Boote, die llauts. Von vielen wird dieser Bereich als einer der am besten erhaltenen Ortskerne Mallorcas angesehen. Der Ort breitet sich von Osten entlang der Bucht nach Westen aus.
Ein großer Teil der Bucht, der Badia de Portocolom, wird vom neuen Hafen, dem Porto de Portecolom, für die Fischerei und von der großen Marina für private Boote beansprucht. Entlang der Uferstraße liegen zahlreiche Geschäfte, Restaurants und Bars.
Im Westen von Portocolom liegt eine durch moderne Hotels und Apartments touristisch geprägte Urbanisation rund um die benachbarte Badebucht Cala Marçal.

## Sehenswürdigkeiten

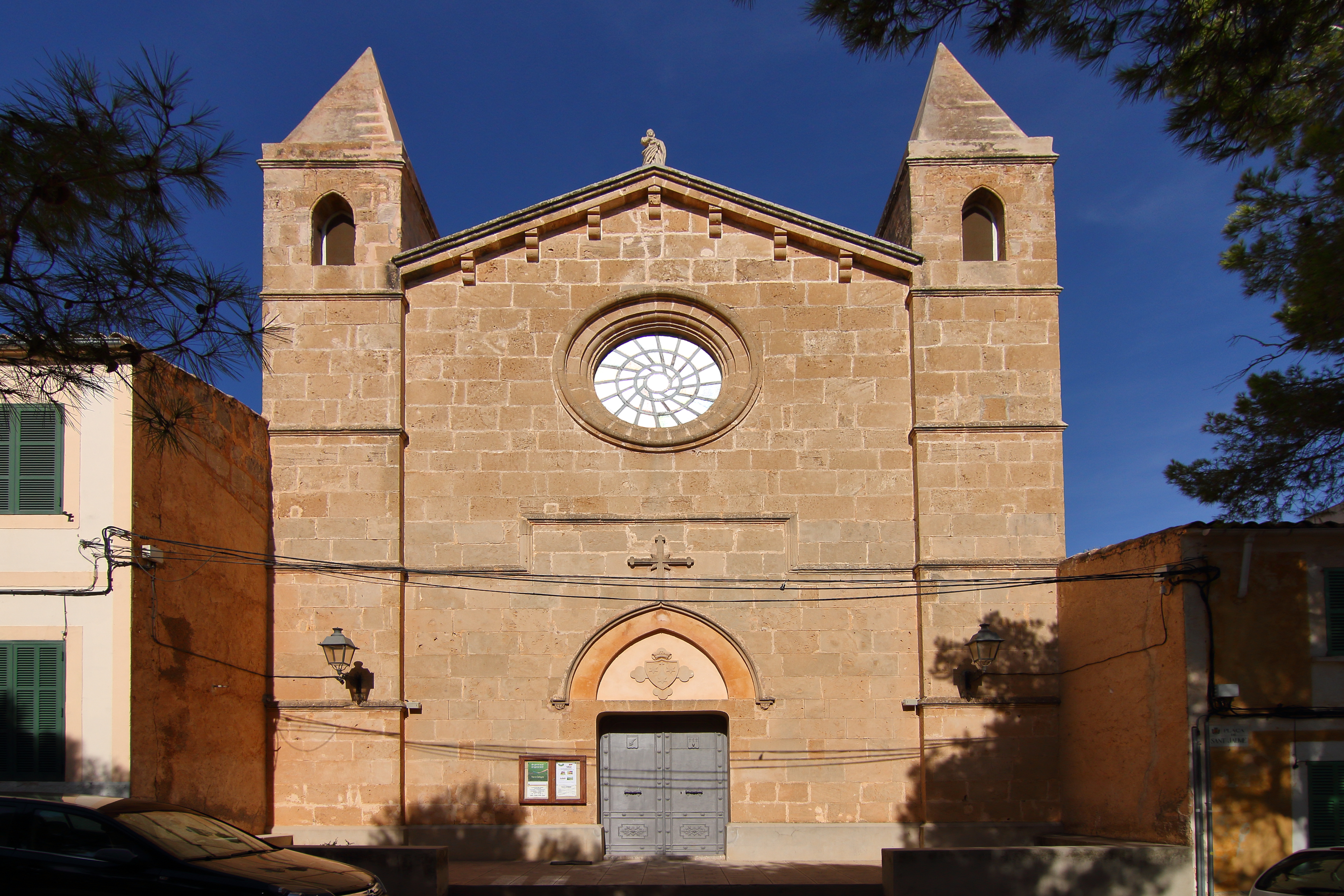
Kirche der Unsere Liebe Frau vom Berge Karmel (Mare de Déu del Carme)

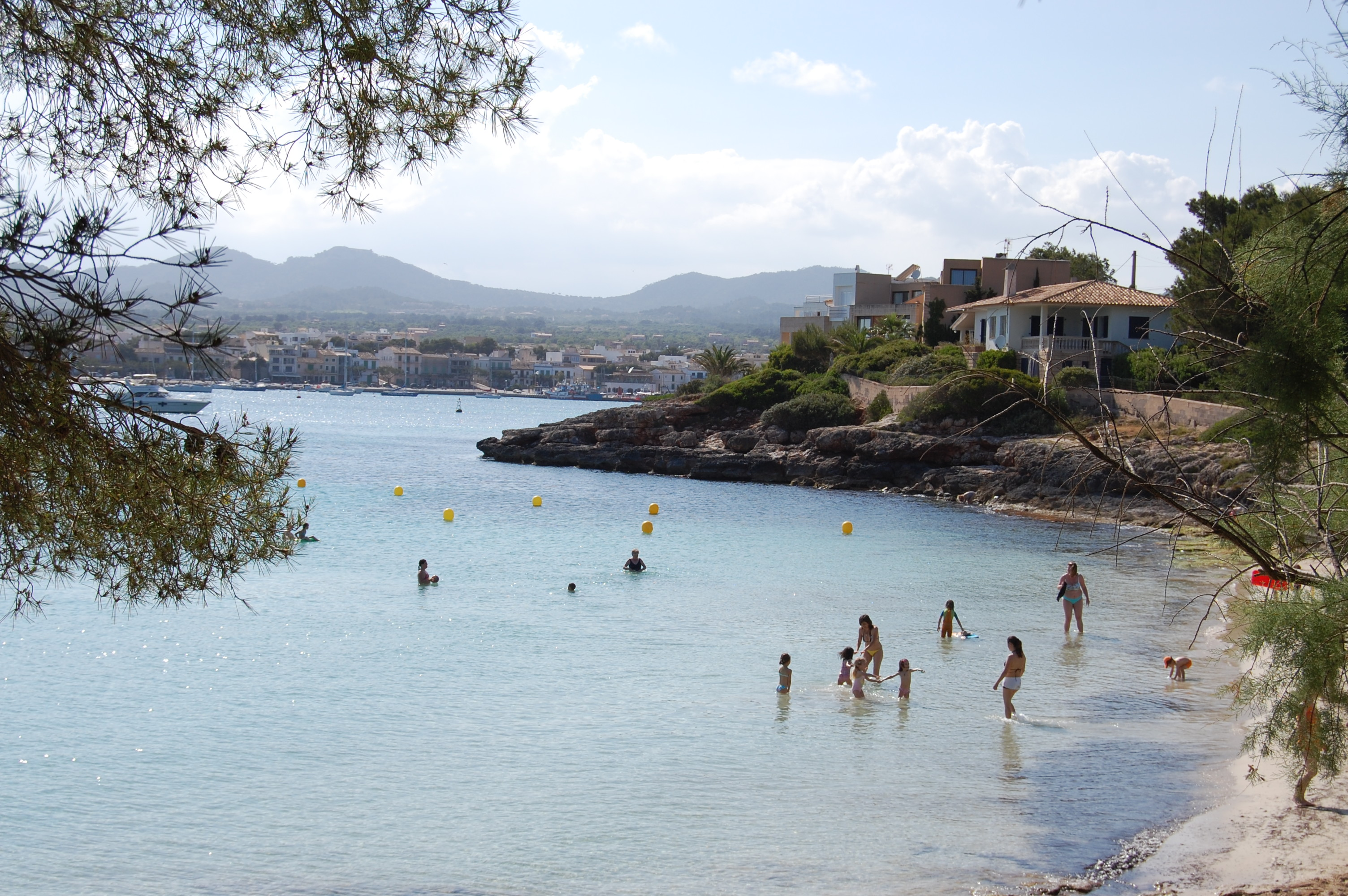
Strand s'Arenal an der Straße zum Leuchtturm von Portocolom

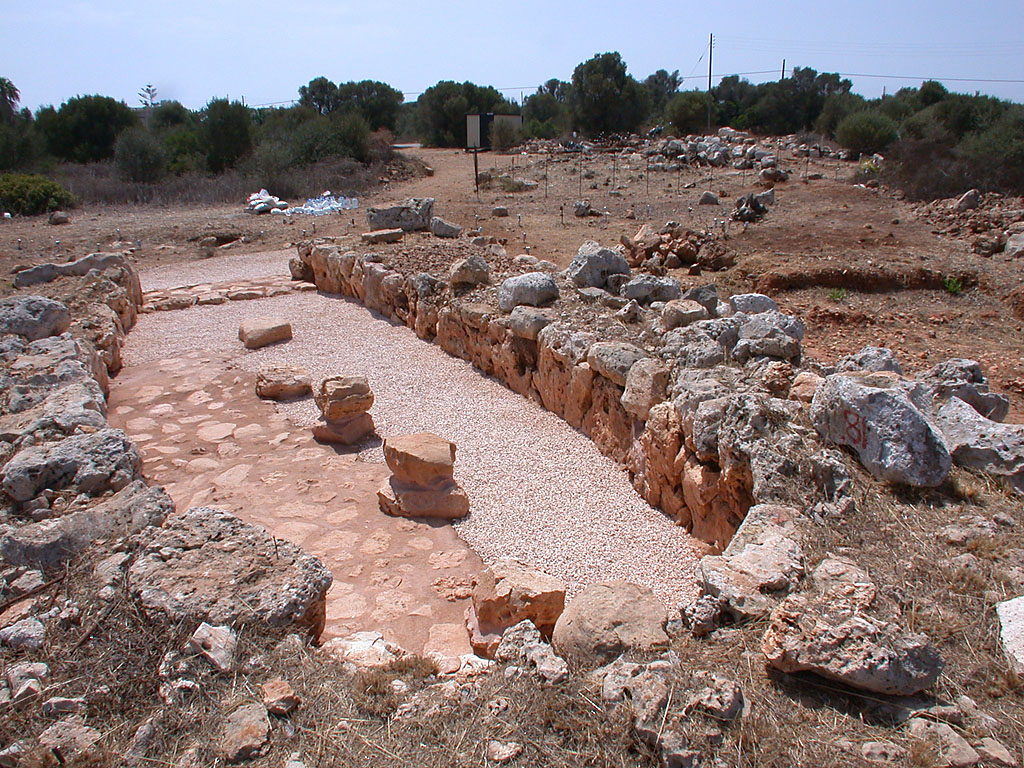
Closos de Can Gaià

Die Kirche Mare de Déu del Carme (Mutter Gottes vom Berge Karmel) gehört zu den wenigen historischen Baudenkmälern in Portocolom.
Reizvoll ist die etwa 2 km lange Strecke, die vom historischen Ortskern teilweise über einen breiten Fußweg und die Straße hinaus zum Leuchtturm Far de Portocolom führt. Auf dem Weg liegt der kleine Strand s’Arenal.
Von Interesse die auch die Ausgrabungsstätte Closos de Can Gaià aus der Bronzezeit.

## Kultur
Der internationale Triathlon de Portocolom wird jährlich im April seit 1997 ausgetragen.

## Strände
- s'Arenal
- s'Algar

Bis zum Frühjahr 2020 bildete sich in Portocolom innerhalb von zwei Jahren auf natürliche Art und Weise ein komplett neuer Strandabschnitt. Die Dynamik des Meeres, der Anstieg des Meeresspiegels und die schweren Stürme der vergangenen Zeit sind, laut Experten, dafür verantwortlich. Dabei wird der Sand von einem Ort zum anderen getragen und lagert sich an neuer Stelle ab.
Der Strand von Portocolom wurde bei Untersuchungen als zum Baden ungeeignet erklärt.

## Buchten
- Cala Marçal, 0,5 km entfernt
- Cala Brafi, 2 km entfernt
- Cala Estreta, 2,5 km entfernt

## Sonstiges
Portocolom behauptet von sich, der Geburtsort des Seefahrers Christoph Columbus zu sein. Insbesondere der Name der Gemeinde (colom) spiegele den Namen des Entdeckers wider.